# Svetlana Pospelova
Svetlana Michajlovna Pospelova (ryska: Светлана Михйаловна Посвелова), född 24 december 1979 i Leningrad i Sovjetunionen (nu Sankt Petersburg i Ryssland), är en rysk friidrottare (kortdistanslöpare).
Pospelova har varit med i de stafettlag på 4 x 400 meter som vann både VM-guld 2005 och EM-guld 2006. Pospelova vann även EM-guld inomhus på 400 meter 2005. Dessutom blev Pospelova fyra på 400 meter vid VM i Helsingfors. Pospelova deltog vid Olympiska sommarspelen 2000 men stängdes av sedan hon dopat sig med Stanozolol. 

## Personliga rekord
- 100 meter - 11,32
- 200 meter - 22,39
- 400 meter - 49,80